# Lisa Jane Weightman
Lisa Jane Weightman, född 16 januari 1979, är en friidrottare från Australien. Hon deltog vid olympiska sommarspelen 2008, olympiska sommarspelen 2012, olympiska sommarspelen 2016 och olympiska sommarspelen 2020.